# Puliciphora
Puliciphora är ett släkte av tvåvingar. Puliciphora ingår i familjen puckelflugor.

## Dottertaxa tillPuliciphora, i alfabetisk ordning[1]
- Puliciphora anceps
- Puliciphora beaveri
- Puliciphora beckeri
- Puliciphora boltoni
- Puliciphora borinquenensis
- Puliciphora brachymyrmecis
- Puliciphora cacaulandiae
- Puliciphora calva
- Puliciphora cloveri
- Puliciphora collinsi
- Puliciphora convexa
- Puliciphora coprophila
- Puliciphora coptotermitum
- Puliciphora cubensis
- Puliciphora decachete
- Puliciphora destituta
- Puliciphora ecitophila
- Puliciphora edaphomyia
- Puliciphora epichaeta
- Puliciphora etiamodesta
- Puliciphora exachatina
- Puliciphora fenestrata
- Puliciphora flava
- Puliciphora fosteri
- Puliciphora frivola
- Puliciphora fungicola
- Puliciphora glacialis
- Puliciphora gracilis
- Puliciphora grandicoxa
- Puliciphora hancocki
- Puliciphora haplopyga
- Puliciphora haplpyga
- Puliciphora hirta
- Puliciphora ibadanensis
- Puliciphora imbecilla
- Puliciphora imitata
- Puliciphora interrupta
- Puliciphora jacobsoni
- Puliciphora jacobsonorum
- Puliciphora jacquemarti
- Puliciphora jeanssoni
- Puliciphora karensis
- Puliciphora kerteszi
- Puliciphora kistneri
- Puliciphora knighti
- Puliciphora koghiensis
- Puliciphora laranjae
- Puliciphora legionis
- Puliciphora longipes
- Puliciphora longitergum
- Puliciphora lucifera
- Puliciphora lunaris
- Puliciphora macrolunarum
- Puliciphora malae
- Puliciphora malaysiae
- Puliciphora matheranensis
- Puliciphora melanis
- Puliciphora meneghettii
- Puliciphora mexicanae
- Puliciphora microphthalma
- Puliciphora modesta
- Puliciphora myrmecophila
- Puliciphora nigeriae
- Puliciphora nigroflava
- Puliciphora nudipalpis
- Puliciphora nuttingi
- Puliciphora obtecta
- Puliciphora occidentalis
- Puliciphora omnivora
- Puliciphora opuntiae
- Puliciphora pallicauda
- Puliciphora papillata
- Puliciphora parsetosa
- Puliciphora parvula
- Puliciphora parvulunarum
- Puliciphora pauxilla
- Puliciphora penangensis
- Puliciphora placida
- Puliciphora profana
- Puliciphora puerilis
- Puliciphora pulex
- Puliciphora pygmaea
- Puliciphora qianana
- Puliciphora rata
- Puliciphora reevesi
- Puliciphora rhodesiana
- Puliciphora rosei
- Puliciphora rufipes
- Puliciphora russellsmithi
- Puliciphora secosexergum
- Puliciphora sedecimsetarum
- Puliciphora semicimex
- Puliciphora seriata
- Puliciphora setosa
- Puliciphora sobria
- Puliciphora spirapenis
- Puliciphora stuckenbergi
- Puliciphora suavis
- Puliciphora subconvexa
- Puliciphora sulcimanae
- Puliciphora sumatrae
- Puliciphora sylvatica
- Puliciphora taigae
- Puliciphora tambopata
- Puliciphora termitum
- Puliciphora togata
- Puliciphora tokyoensis
- Puliciphora triangularis
- Puliciphora trisclerita
- Puliciphora velocipes
- Puliciphora vicinalis
- Puliciphora viklundi
- Puliciphora virginiensis